# Этиленбис(трифенилфосфин)платина
Этиленбис(трифенилфосфин)платина — металлоорганическое соединение
платины
с формулой Pt(C2H4)[P(C6H5)3]2,
кремовые кристаллы,
не растворяется в воде.

## Получение
- Пропускание этилена через суспензию (дикислород)бис(трифенилфосфин)платины в этаноле:

{\displaystyle {\mathsf {Pt(O_{2})[P(C_{6}H_{5})_{3}]_{2}\cdot C_{6}H_{6}+C_{2}H_{4}\ {\xrightarrow {NaBH_{4}}}\ Pt(C_{2}H_{4})[P(C_{6}H_{5})_{3}]_{2}}}}

## Физические свойства
Этиленбис(трифенилфосфин)платина образует кремовые кристаллы
моноклинной сингонии,
пространственная группа P 21/a,
параметры ячейки a = 1,646 нм, b = 1,085 нм, c = 1,785 нм, β = 100,5°, Z = 4.
Устойчив в инертной атмосфере (N2), на воздухе медленно разлагается.
Не растворяется в воде, спиртах и алифатических углеводородах.
Растворяется в бензоле и хлороформе.